# Distretto di Pólvora
Il distretto di Pólvora è uno dei cinque distretti  della provincia di Tocache, in Perù. Si trova nella regione di San Martín e si estende su una superficie di 2.174,48 chilometri quadrati.

Istituito il 6 dicembre 1984, ha per capitale la città di Pólvora; al censimento 2005 contava 9.017 abitanti.